# 贝尔克
贝尔克（法語：Berck，法語發音：[bɛʁk]），又名滨海贝尔克（Berck-sur-Mer，法語發音：[bɛʁk syʁ mɛʁ]），法国北部城市，上法兰西大区加来海峡省的一个市镇，隶属于蒙特勒伊区，其市镇面积为14.88平方公里，2022年1月1日时人口数量为12,967人，在法国城市中排名第706位。
贝尔克位于加来海峡省西部，加来海峡海滨，是一个区域性的中心城市，因当地的海滨浴场及疗养医院而闻名。

## 地名来源

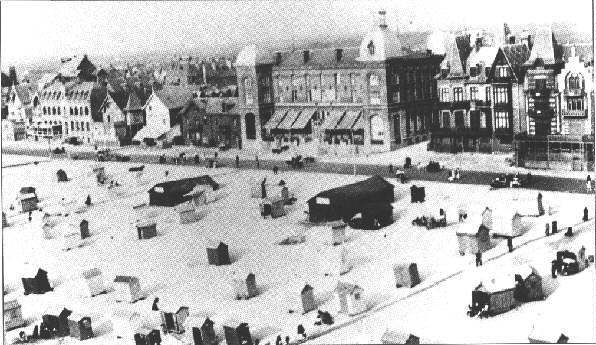
1890年的贝尔克海滩

“贝尔克”一名最初于1124年以“Berkeres”的形式被记载，该名称可能来源于古荷兰语单词“birkja”，意为“桦树”，对应的现代荷兰语为。

## 历史
中世纪时期，贝尔克长期为一处普通渔村，是阿图瓦伯国的领土。1529年《康布雷条约》签订后，贝尔克被哈布斯堡尼德兰控制，后成为西属尼德兰的一部分。1659年《比利牛斯条约》签订后，贝尔克重返法兰西，成为皮卡第行省的一部分。法国大革命后，贝尔克成为加来海峡省的一个市镇。工业革命期间，贝尔克出现了一处水疗中心，后成为贝尔克海滨医院，同时因渔业而兴盛。两次世界大战期间，贝尔克均遭遇严重破坏。二战后，贝尔克逐渐成为一座海滨旅游城市，当地自1987年起举办贝尔克国际风筝节。

## 地理

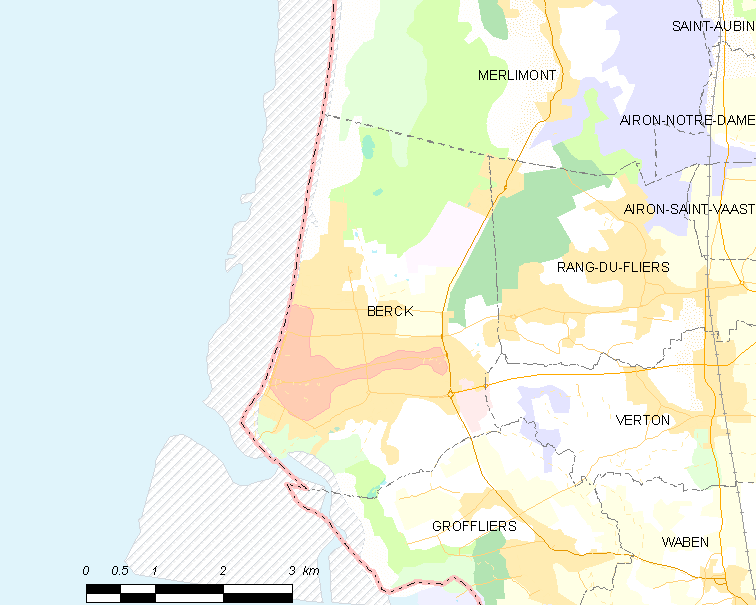
贝尔克市镇范围地图

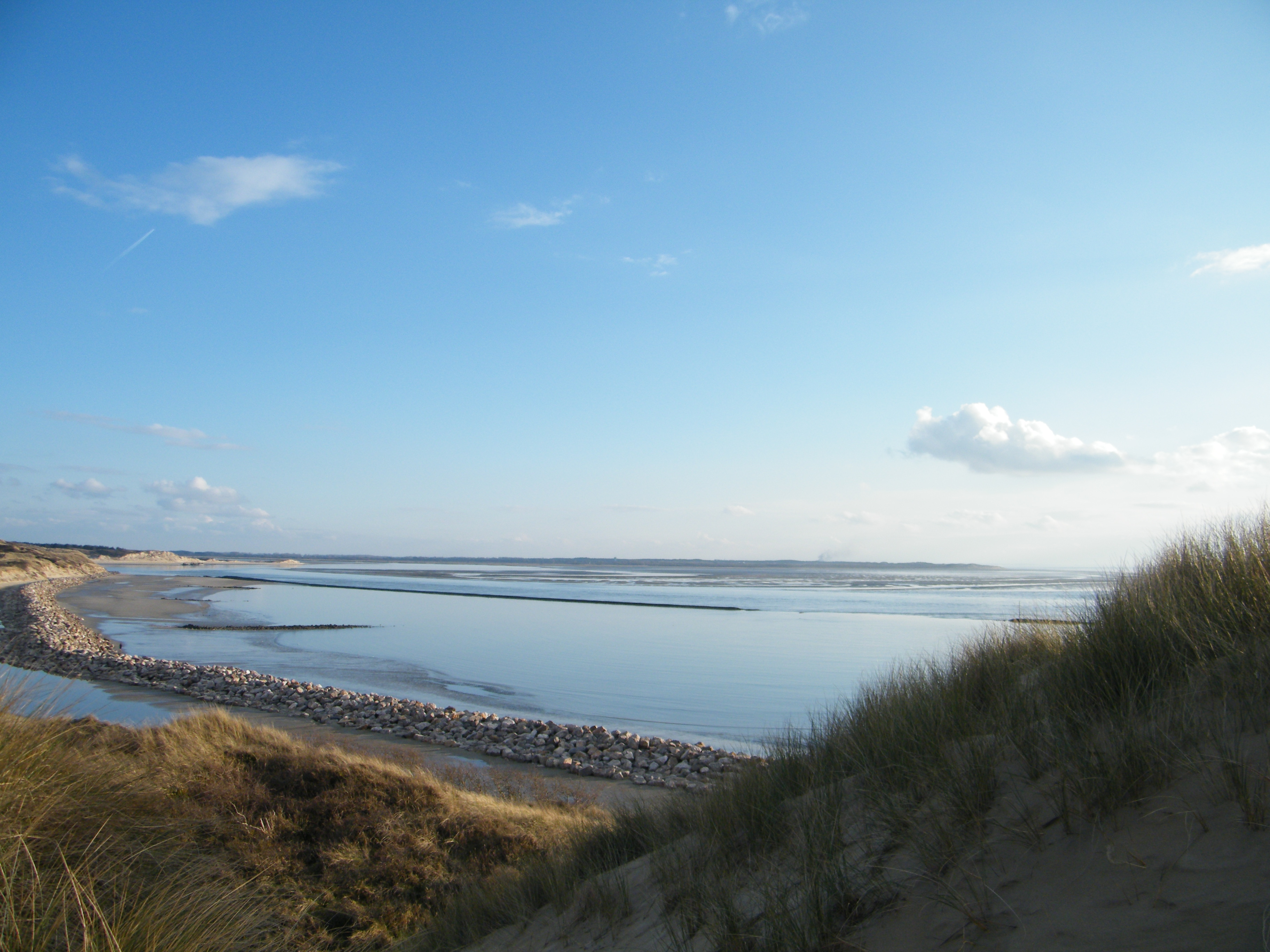
贝尔克海滨

贝尔克位于法国北部，上法兰西大区西部和加来海峡省西南部，距离省会阿拉斯大约93公里。与贝尔克接壤的市镇包括：梅利蒙、朗迪弗利耶、韦尔通、格罗夫利耶。

### 地形
贝尔克位于皮卡第平原西北部，境内以平原为主，市镇中心地势较为平坦，全境海拔在0到30米之间。

### 水文
贝尔克位于加来海峡东南岸，境内有多条小溪或暗渠独立入海。

### 植被
贝尔克属于温带阔叶混交林区，市区北部的马尼耶树林（Bois Magnier）是当地主要的林地。
在鲜花城市的评比中，贝尔克被评为3星级鲜花城市。

### 气候
贝尔克在柯本气候分类法中属于温带海洋性气候。

## 行政区划
贝尔克是法国上法兰西大区加来海峡省的一个市镇，编号为62108。贝尔克隶属于蒙特勒伊区和加来海峡省第四选区，管理贝尔克县，同时也是蒙特勒伊双湾城市圈公共社区的组成部分。
法国国家统计与经济研究所（简称）在进行数据统计时，将贝尔克及相邻的另外6个市镇设为贝尔克城市核心区，并将包括核心区在内的周边共31个市镇划为贝尔克城市区。自2020年起，贝尔克城市区被包含19个市镇的贝尔克城市辐射区代替。此外，还将贝尔克市镇分为了7个“块区”（IRIS），以便于统计人口分布情况。

## 交通

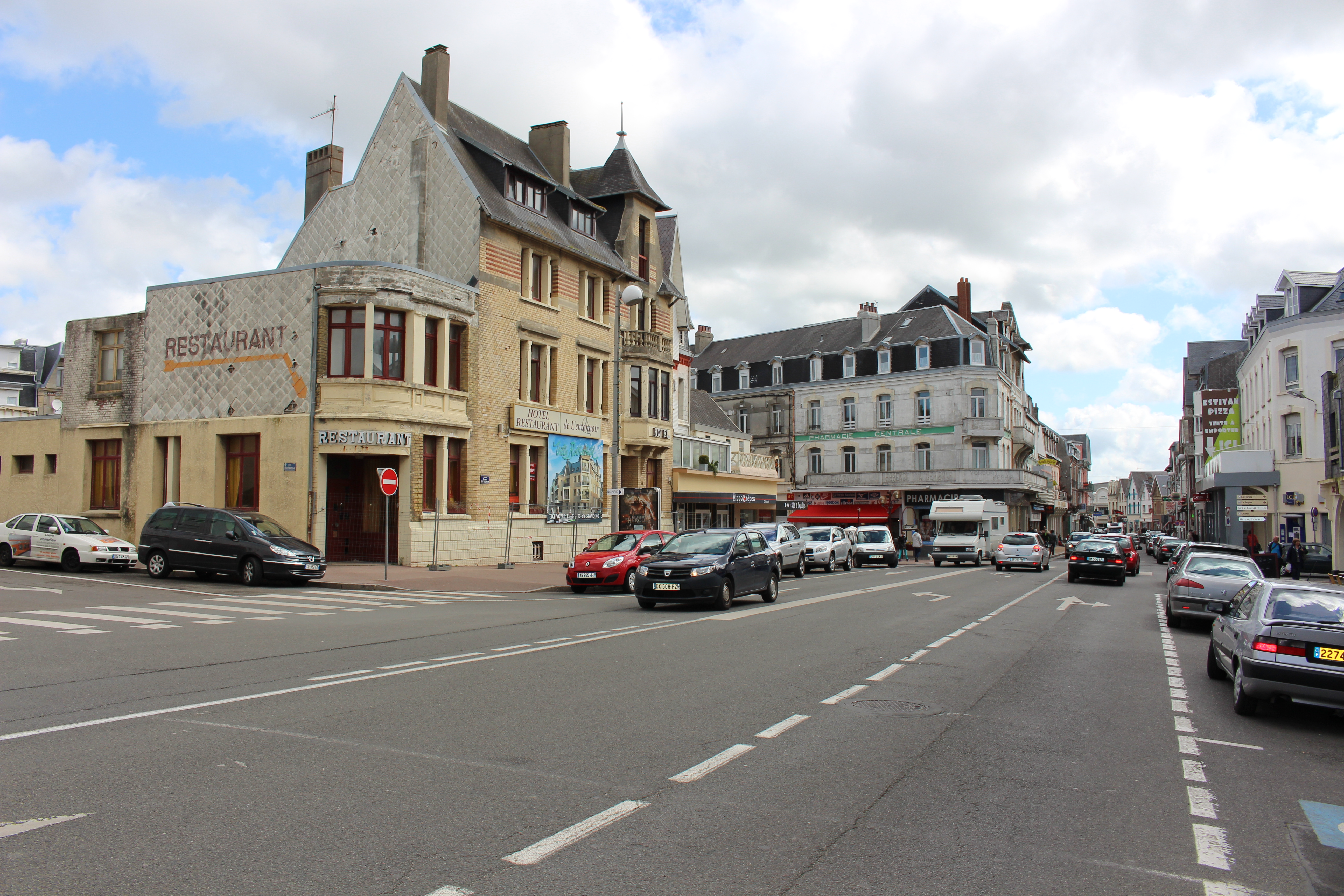
贝尔克市中心

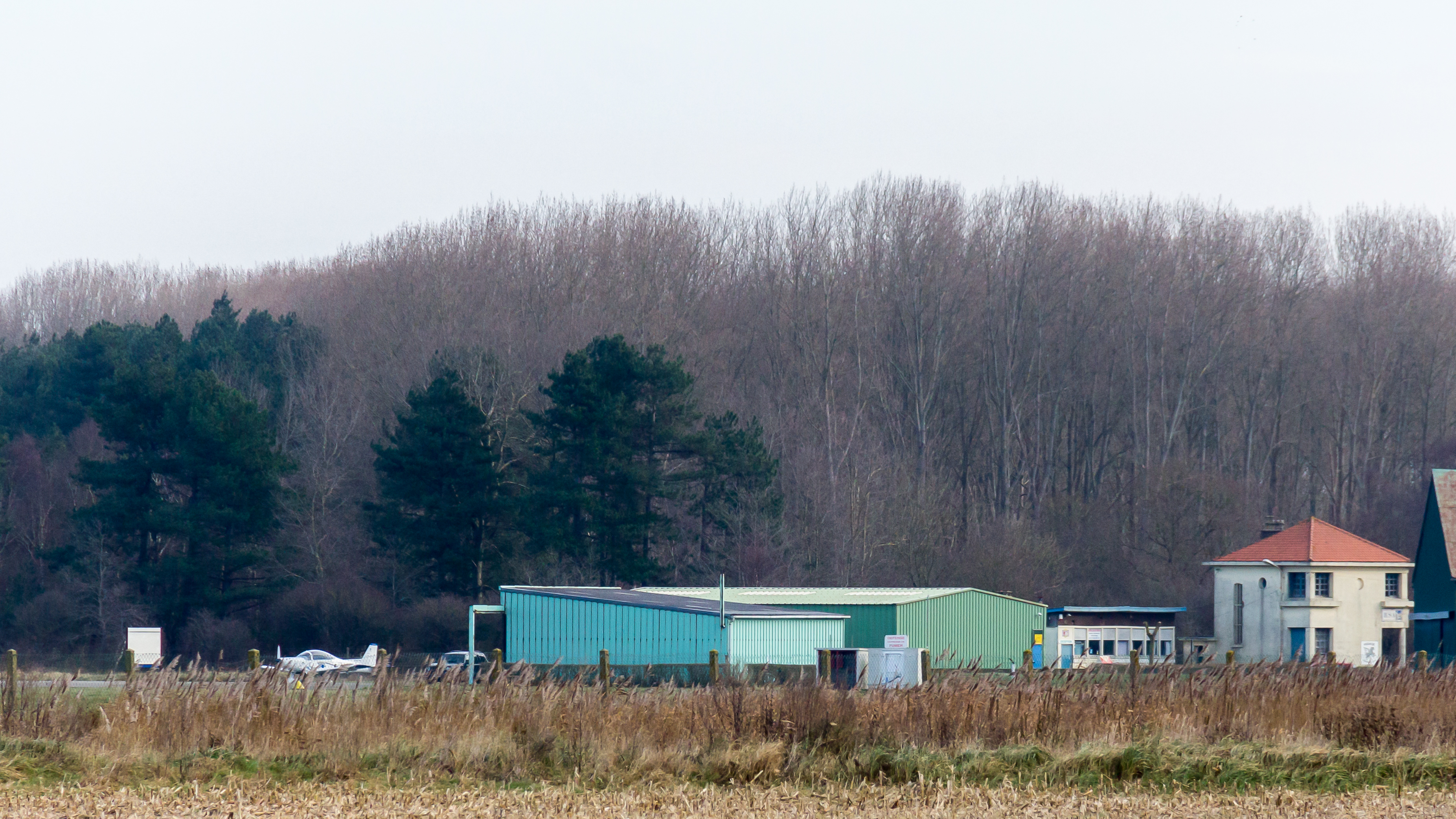
滨海贝尔克飞行场

### 公路
多条加来海峡省省道在贝尔克境内交汇，加来海峡省城际客运513线和514线经过贝尔克，可分别前往埃塔普勒和蒙特勒伊。
2017年，42%的贝尔克家庭拥有至少一辆私人汽车。2019年，贝尔克境内共发生各类交通事故9起，造成10人受伤。

### 铁路
距离贝尔克最近的铁路车站为位于隆戈－布洛涅铁路上的朗迪弗利耶-韦尔通站，该站每天开行前往巴黎的高速列车以及区域列车。

### 航空
贝尔克市区东北部建有一处开放式停机坪。距离贝尔克最近的民用航空站为里尔机场，距离贝尔克市中心的公路里程约137公里。

### 城市公共交通
截至2021年7月，该系统共包括两条校车线路，由当地市政府直接提供，仅学生上下学期间运行。

## 政治
贝尔克的现任市长为布吕诺·库桑先生（Bruno Cousein），他是共和党的一名成员，在2020年的市政选举中获得了64.53%的支持率。
在2017年的法国总统大选中，法国第25任总统埃马纽埃尔·马克龙在贝尔克获得了57.26%的支持率。

## 人口
2018年，贝尔克市镇人口数量为13,791，在法国排名第706位。其中男性6,472人，女性7,717人，75岁及以上人口占10.1%，外籍人口数量为3,531人，人口密度为927人/平方公里，当地居民被称为（男性）或（女性）。2019年，贝尔克境内出生127人，死亡人口210人。
| 年份   | 1936   | 1946   | 1954   | 1962   | 1968   | 1975   | 1982   | 1990   | 1999   | 2006   | 2011   | 2016   | 2018   |
| ------ | ------ | ------ | ------ | ------ | ------ | ------ | ------ | ------ | ------ | ------ | ------ | ------ | ------ |
| 人口數 | 16,700 | 11,529 | 14,285 | 12,877 | 13,690 | 14,420 | 14,060 | 14,167 | 14,378 | 15,145 | 15,171 | 14,368 | 13,791 |

## 经济
截止2021年7月，贝尔克共有各类用人单位1,801家，平均历史为17年，其中98.92%为中小型企业（PME）。（汽车销售）、（汽车销售）及（服装销售）是当地2019年营业额最高的三个企业，分别为46,697,501欧元、13,267,242欧元和7,991,878欧元。

## 财政收入
2019年，贝尔克的财政收入总额为25,917,900欧元，财政支出总额为22,939,500欧元，当年的债务总额为16,875,700欧元。2020年，贝尔克共获得4,451,417欧元的国家财政补助，比上一年减少了0.01%。
2017年，贝尔克的人均月收入总额为1,816欧元，其中高级职员为3,738欧元，低于法国平均水平（4,214欧元）；中级职员为2,089欧元，低于法国平均水平（2,353欧元）；普通职员为1,540欧元，亦低于法国平均水平（1,690欧元）。
2017年，贝尔克境内的青壮年（15至64岁）失业率为20.1%，当地42%的家庭拥有纳税资格，平均纳税2,216欧元，低于法国平均水平（3,888欧元）。

## 社会事务

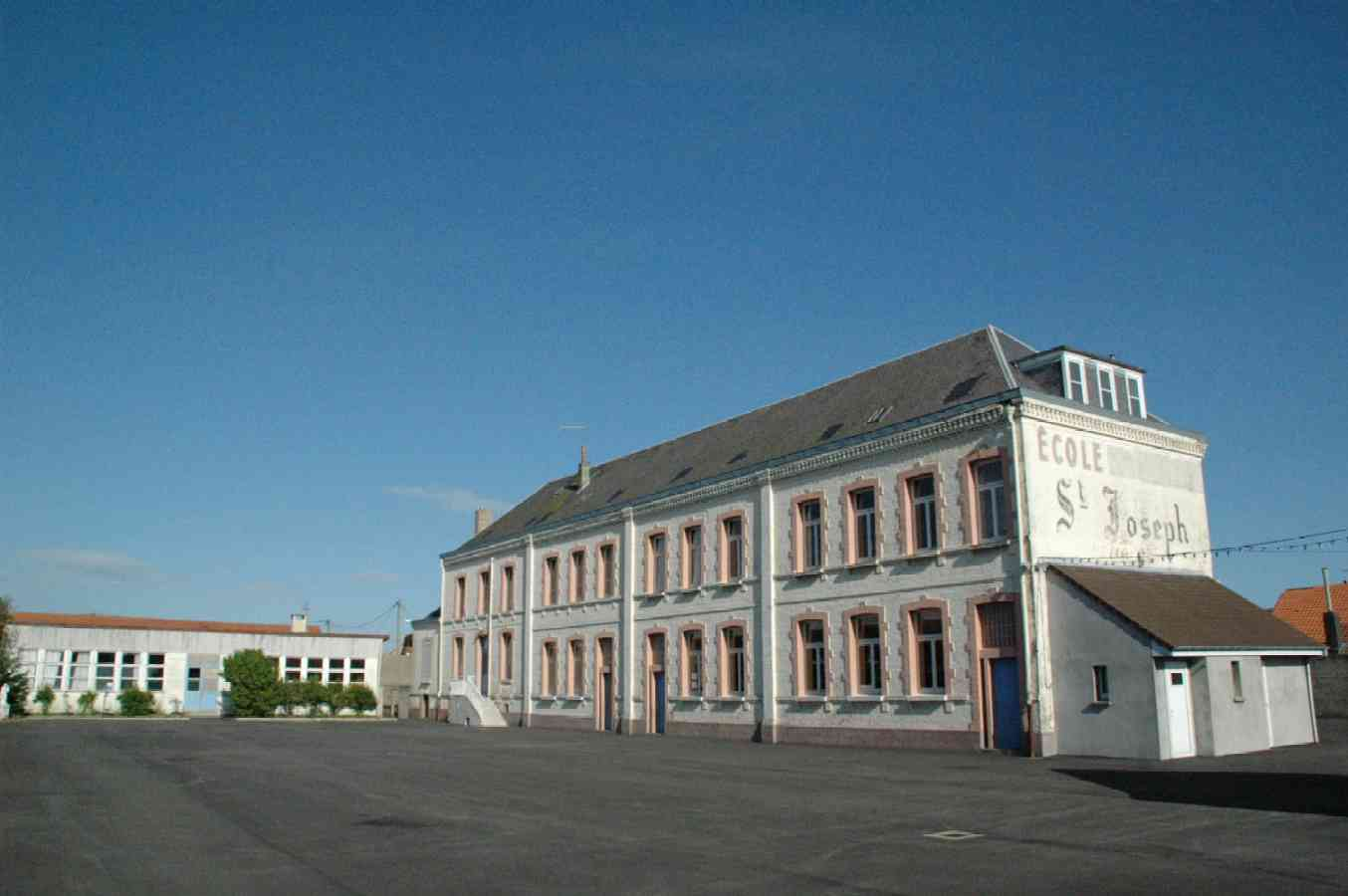
贝尔克境内的一所学校

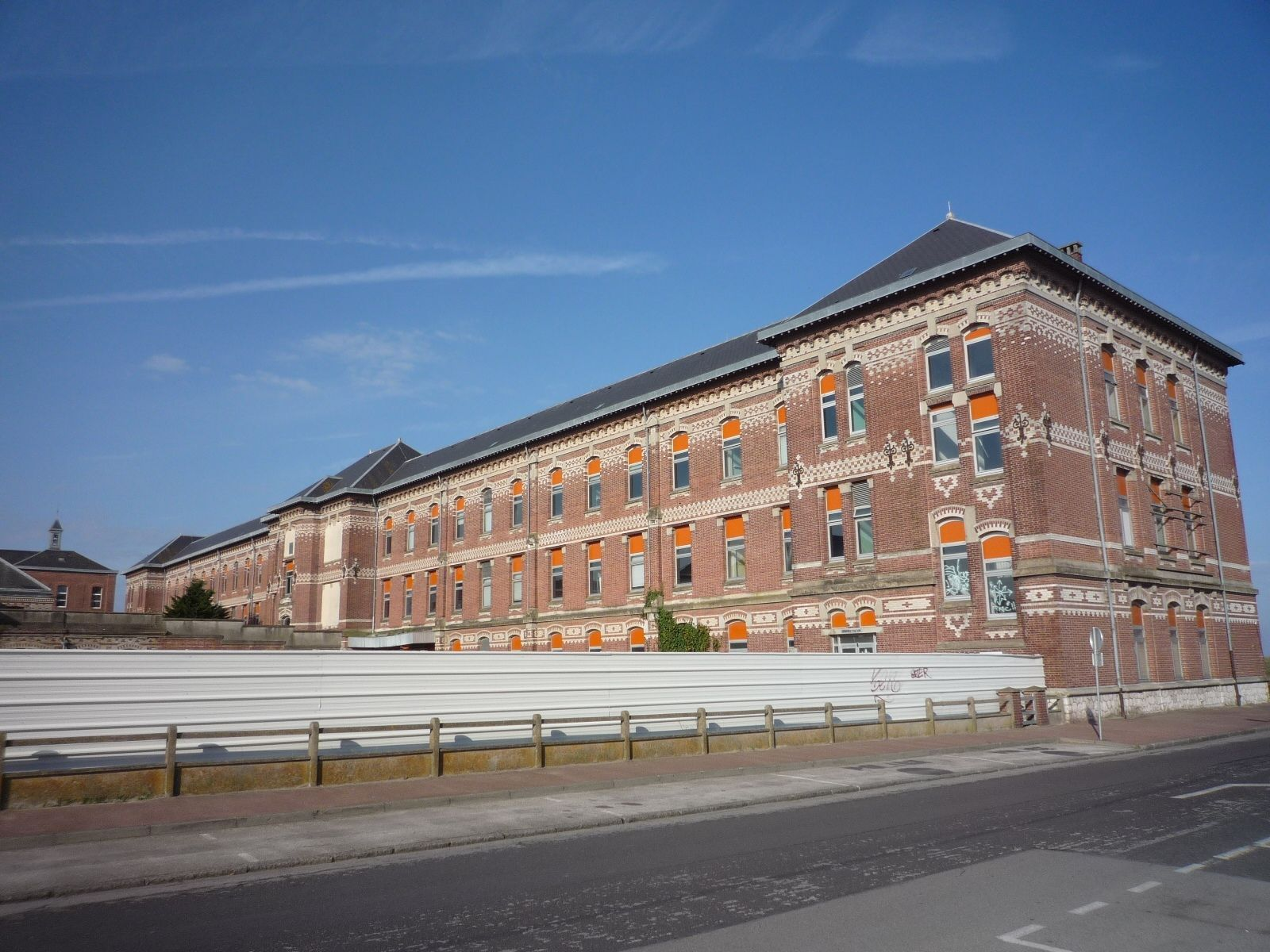
贝尔克海滨医院

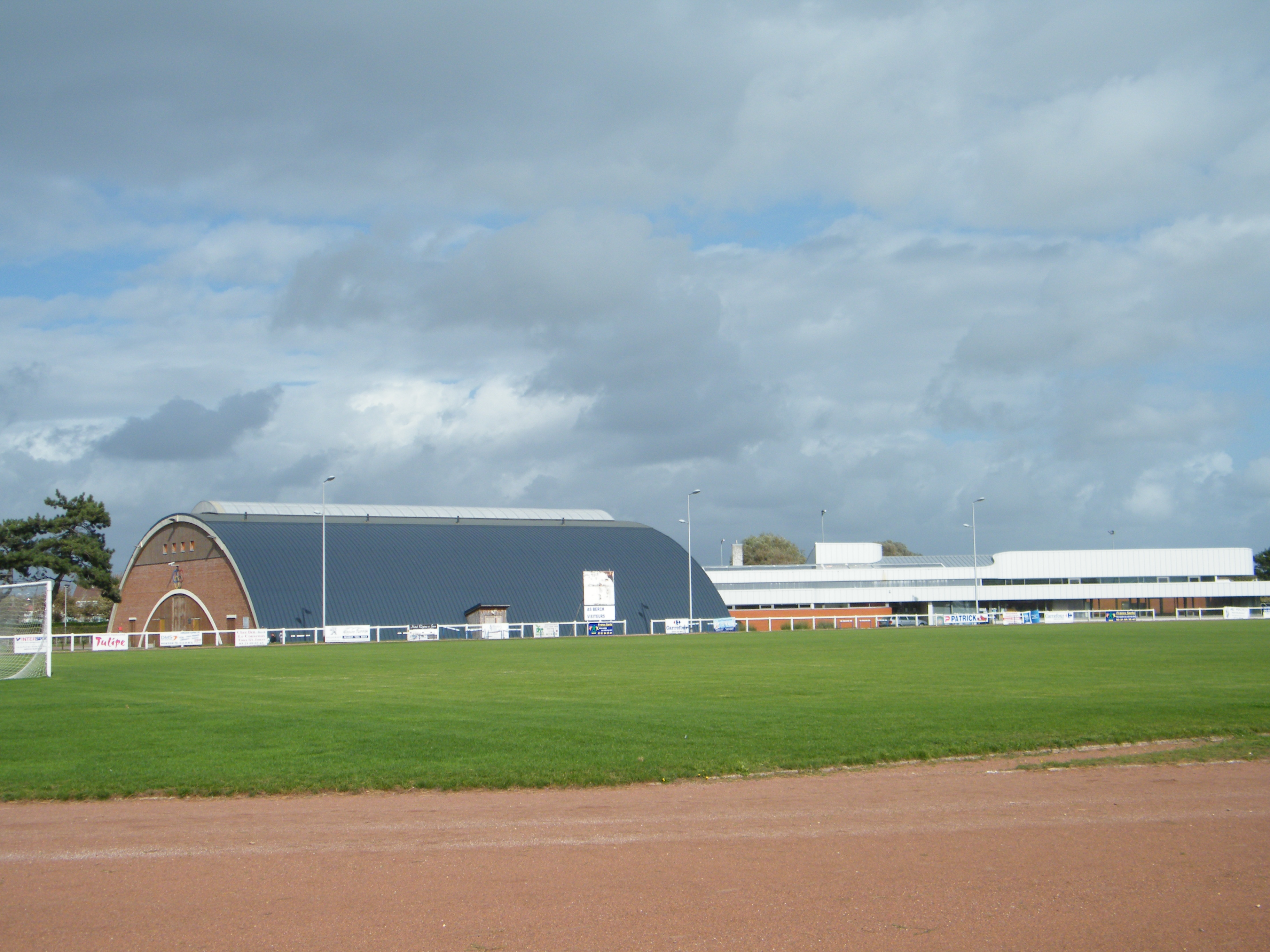
贝尔克的一处球场

### 教育
贝尔克属于里尔学区。截止2019年1月1日，贝尔克境内共有3所幼儿园、6所小学、2所初级中学、1所普通高中和1所农业高中。2018至2019学年度，贝尔克境内共有在校中等教育阶段学生2,004名。

### 医疗
截止2019年1月1日，贝尔克境内共有全科医生13名、保健师23名、牙医7名、护士41名、耳科医生2名、眼科医生1名和妇科医生1名。境内共有药房8家、养老院5家、残疾人帮扶中心8家。
贝尔克海滨医院是巴黎公共医疗集团下属的一个位于法兰西岛大区以外的医院，最初建于1861年，主治神经类、老年类和肥胖综合症疾病，2013年时设有床位200个。距离贝尔克最近的区域性医疗机构为“蒙特勒伊区中心医院”（Centre hospitalier de l'arrondissement de Montreuil-sur-Mer），其主病区位于朗迪弗利耶市区，设有床位367个，是当地规模最大的公立综合性医院。

### 住房
2017年，贝尔克境内共有各类住房12,519套，其中56.5%为独立式居民区，33.6%为集中式居民区。常住房屋占贝尔克市镇范围内居民建筑总量的46.6%。
在住房保障政策方面，2017年，贝尔克境内共有2,545户家庭获得了住房经济补助，受益人数占总人口数量的17.9%，其中2,509份为房租补助。

### 商业
2019年，贝尔克境内共有各类实体商铺402家，其中餐厅88家、大型超市6家、杂货店3家、面包房18家、肉铺7家、书店4家、银行门店9家、美容美发店26家、汽车维修店14家。市区东南部建有大型开放式商业街区，建有一家家乐福超市和Intersport体育用品商场。

### 体育
2019年，贝尔克境内共有2家游泳池、2间体育馆、2座综合体育场、7处网球场、1处马术场、1处足球或橄榄球场、2处篮球或排球场以及1处高尔夫球场。
截至2021年7月，贝尔克境内共有三支注册足球俱乐部，其中贝尔克足球体育联盟（AS Berck Football）是当地的代表性足球队，2021至2022赛季参加上法兰西大区足球联赛。

### 环境
贝尔克的环境事务由其所属的公共社区负责。2019年，贝尔克境内暂无污染企业。

### 治安
2019年，贝尔克市镇范围内有1处派出所。
2014年，贝尔克及附近地区共发生各类案件894起，其中盗窃类案件582起，经济类案件66起，毒品交易类案件31起。

## 文化
2019年，贝尔克境内共有1家电影院和1家博物馆。贝尔克市政府提供多媒体中心，向公众全年开放。

### 建筑
贝尔克境内有多处法国国家文物保护单位，其中贝尔克沙滩圣母教堂、法国南蛋白海岸博物馆等为当地的代表性建筑物。

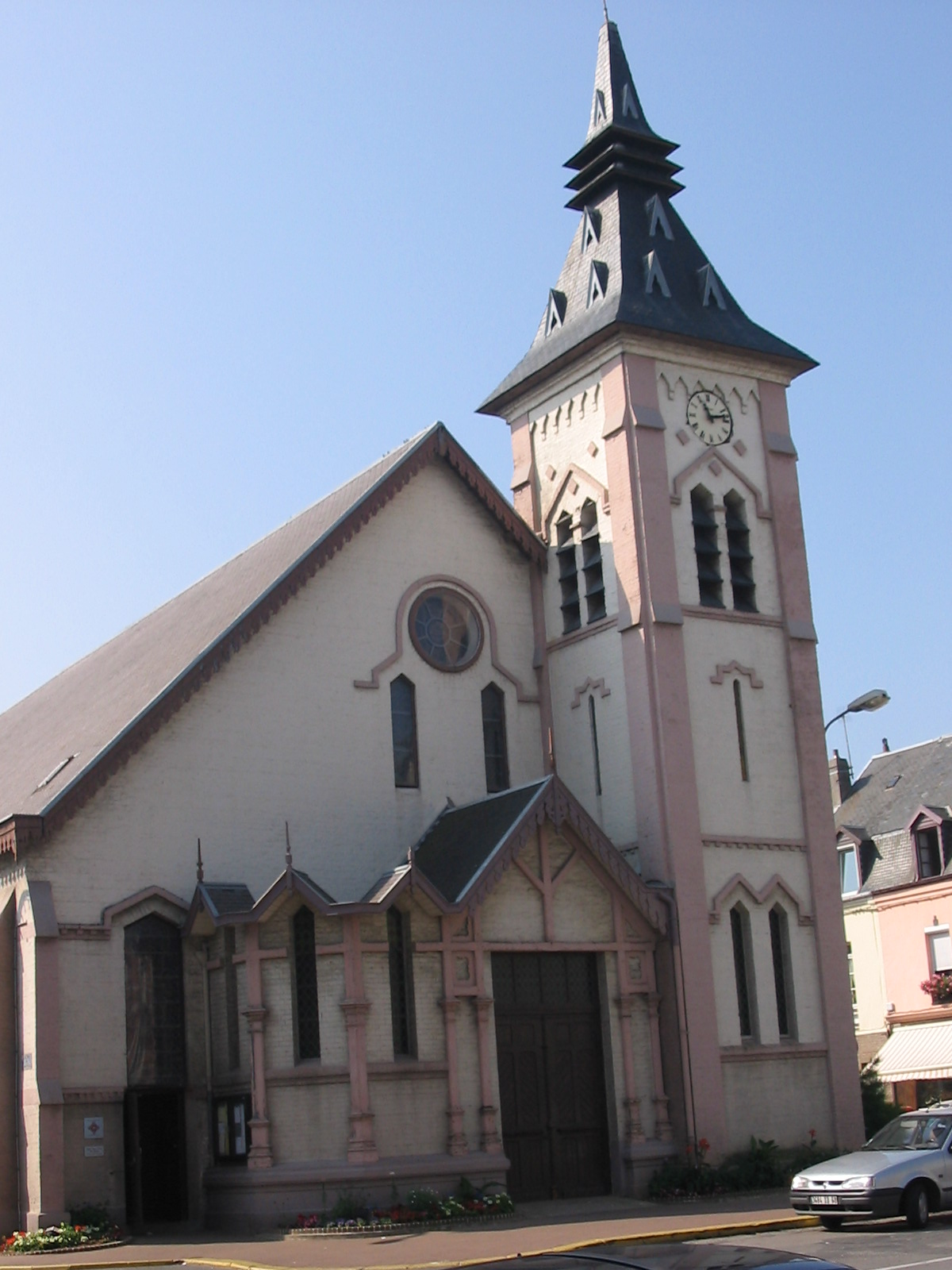
沙滩圣母教堂（荷兰语：Onze-Lieve-Vrouw van het Zandkerk）
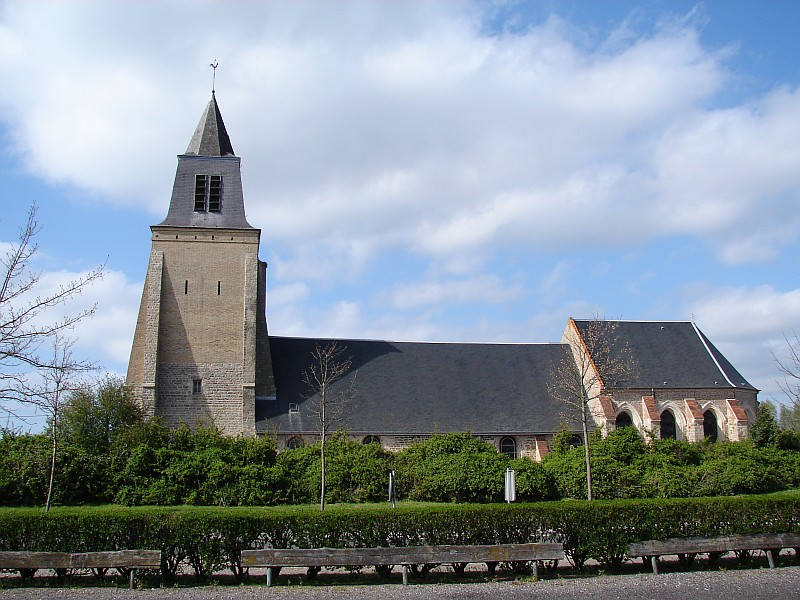
施洗约翰教堂
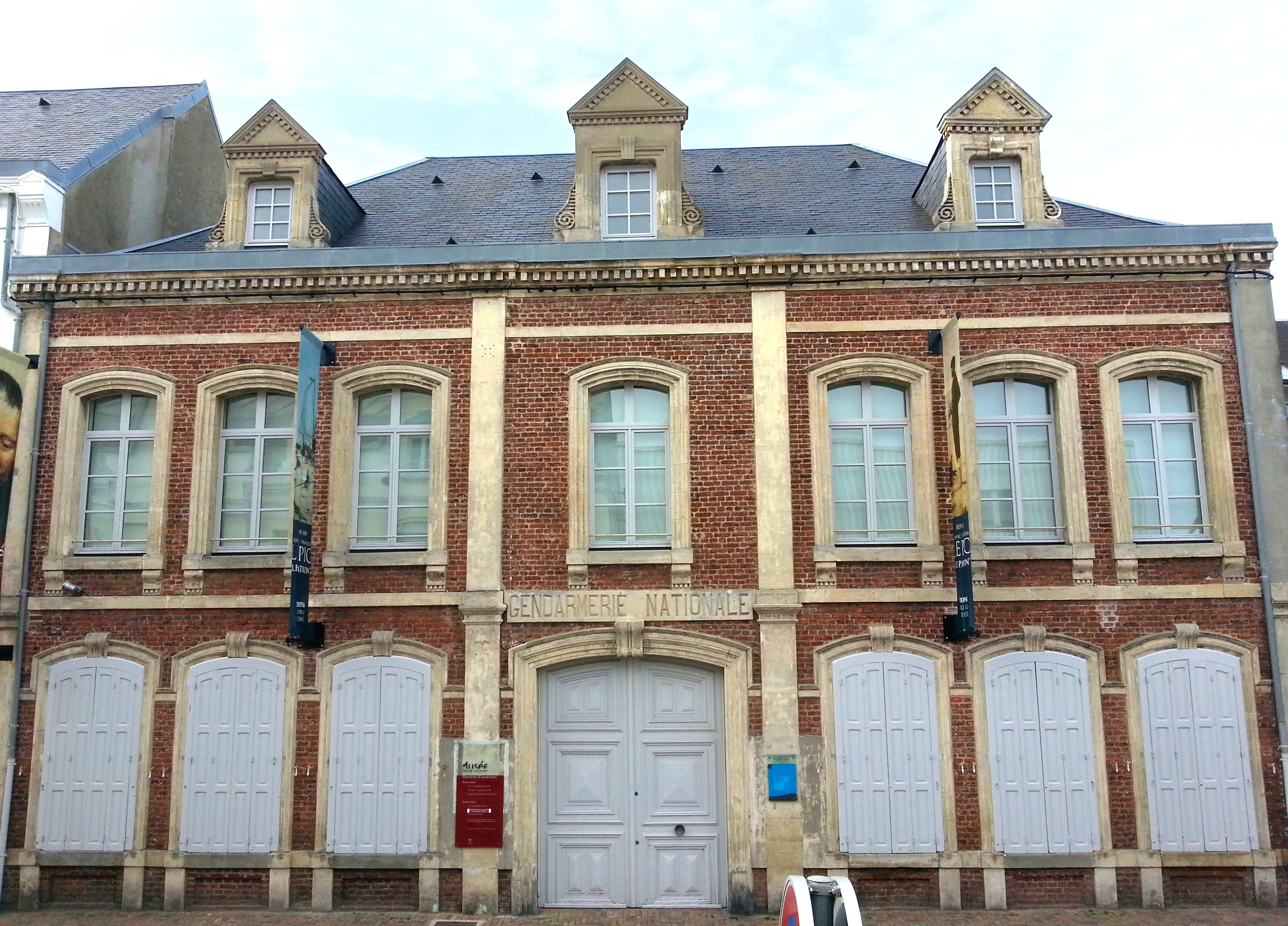
南蛋白海岸博物馆（法语：Musée de France d'Opale Sud）
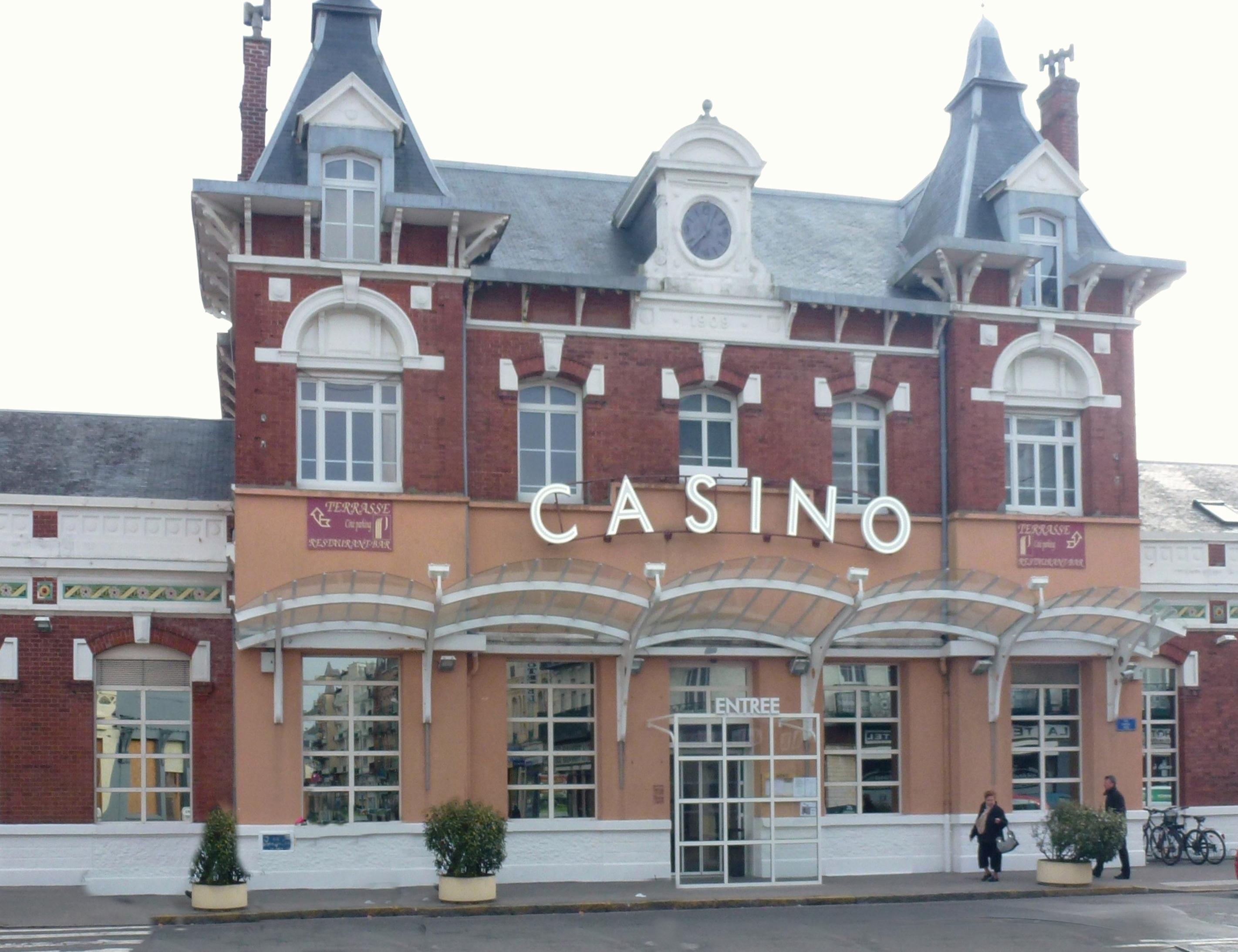
赌场
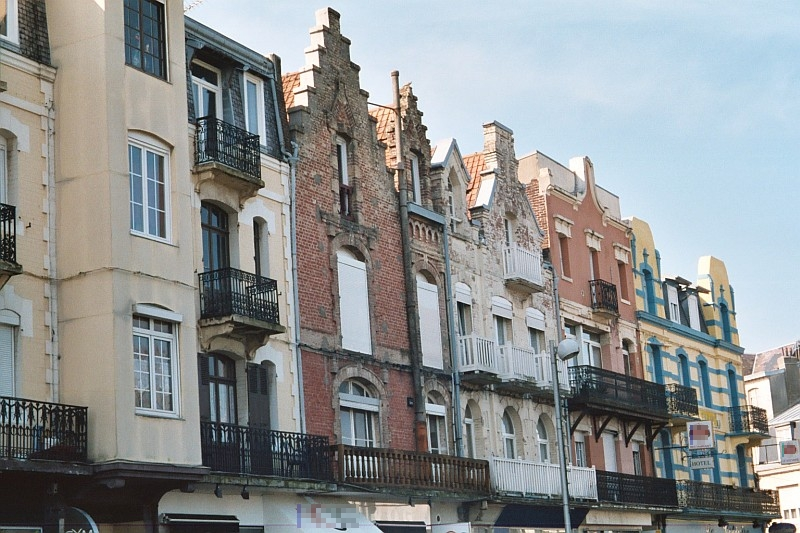
海滨民居
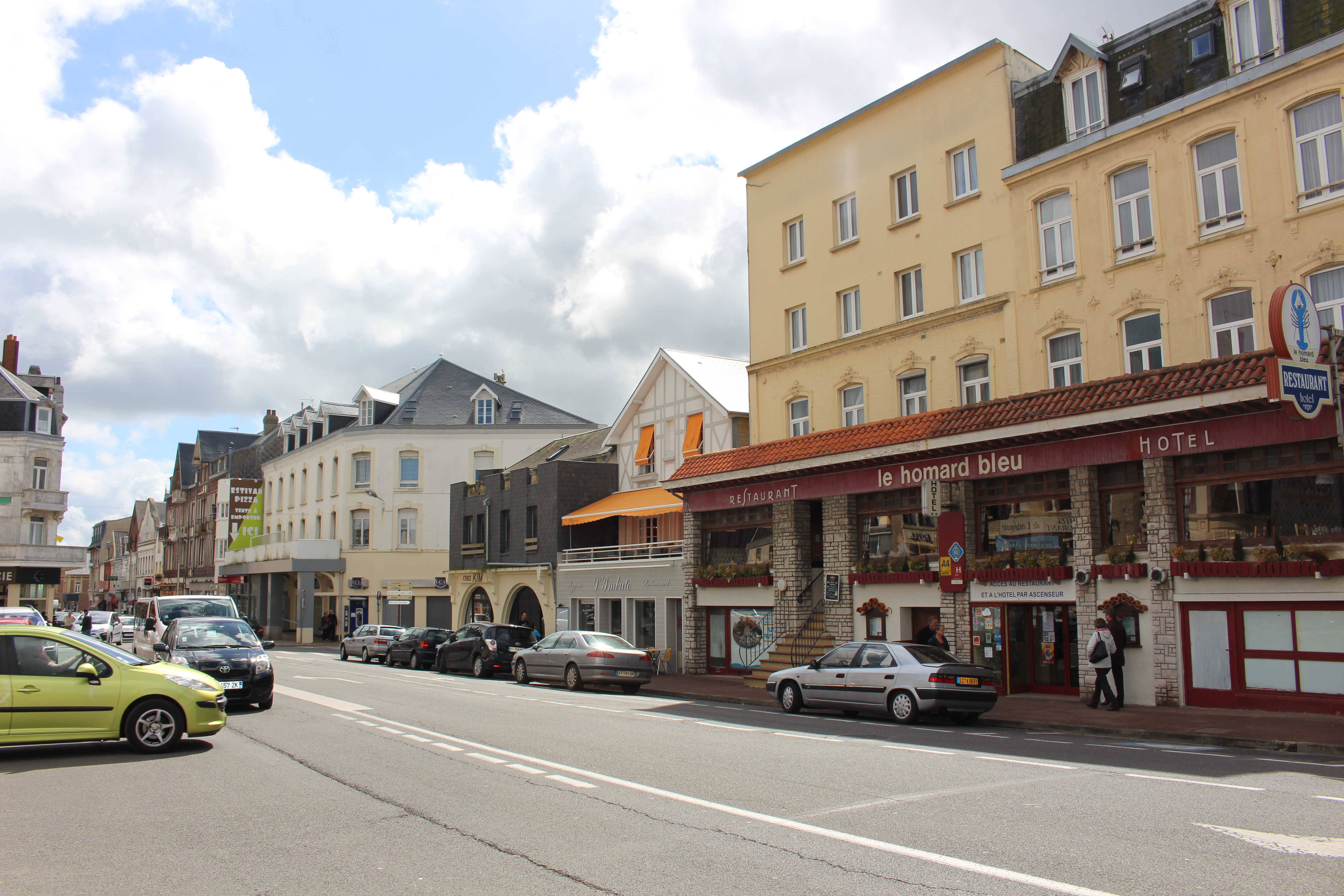
海滨建筑物
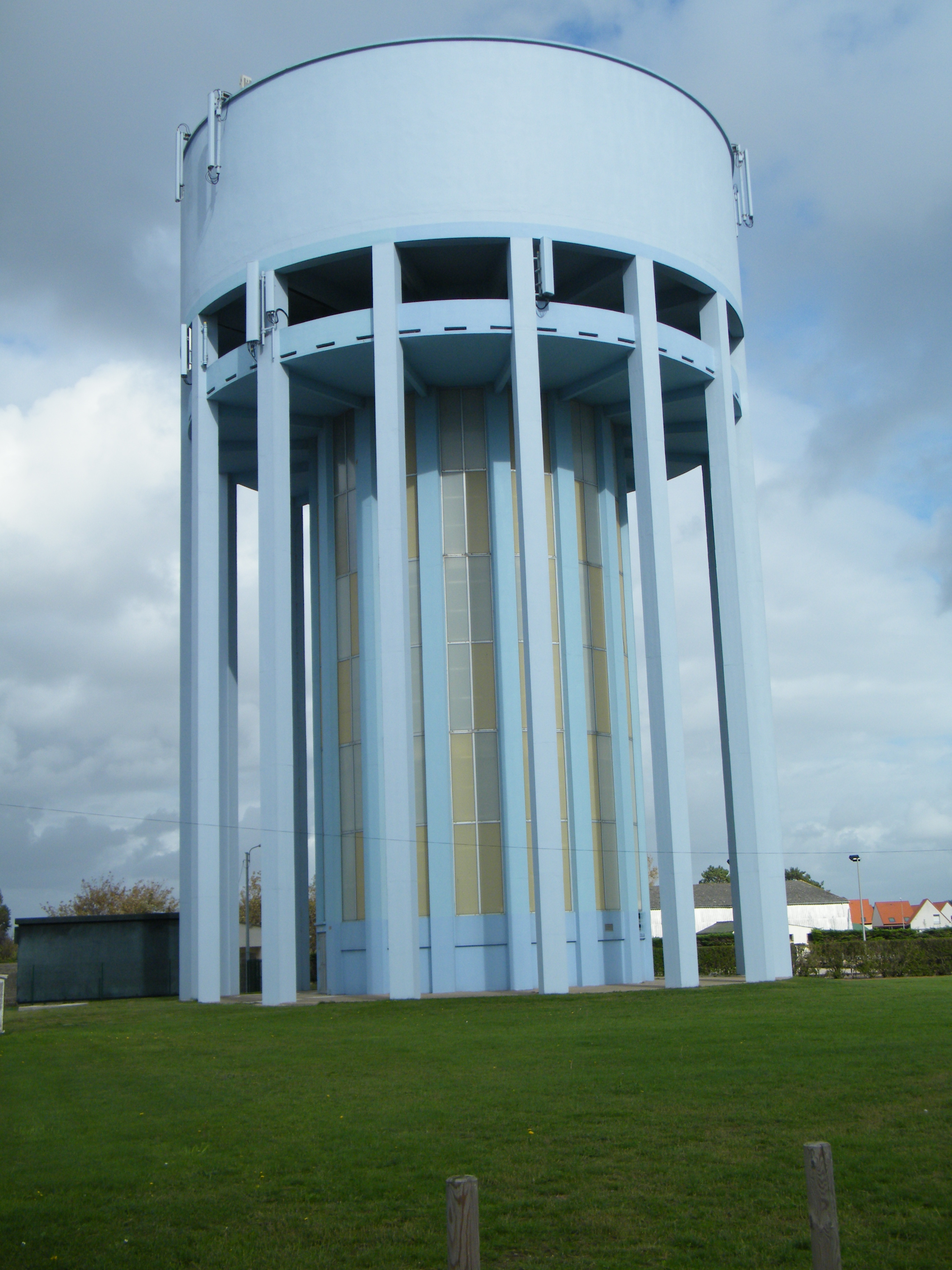
水塔

### 旅游
贝尔克的旅游事务由其所属的公共社区负责。2020年，贝尔克境内共有9家酒店共计412间房间；另有10个露营地，可容纳共1,671辆露营车。

### 媒体
法国主要的媒体均可在贝尔克接收，法国电视三台下属的上法兰西大区频道在部分时段播出贝尔克所属区域的地方新闻。

## 友好城市
截至2021年7月，贝尔克共与两座城市互为友好城市关系：
- 德国 巴特洪内夫
- 英格兰 海斯